# كارول سمارت
كارول سمارت (بالإنجليزية: Carol Smart)‏ هي عالمة اجتماع بريطانية، ولدت في 20 ديسمبر 1948.

## وصلات خارجية
- الموقع الرسمي